# بريت غود
بريت غود (بالإنجليزية: Brett Goode)‏ هو لاعب كرة قدم أمريكية أمريكي، ولد في 2 نوفمبر 1984 في فورت سميث في الولايات المتحدة.

## وصلات خارجية
- بريت غود على موقع إي إس بي إن.كوم (أن.أف.أل)3
- بريت غود على موقع مرجع كرة القدم المحترفة.كوم (الإنجليزية)